# Anel (diacrítico)
O anel é um signal diacrítico usado em algumas línguas, como o dinamarquês, o norueguês, o sueco e o valão. É usado para marcar pronúncias mais fortes, particulares.

## Anel sobre a letra
O anel sobre uma letra ocorre no dinamarquês, no norueguês, no sueco e no valão. O código unicode do símbolo é 00C5 quando maiúsculo e 00E5 quando minúsculo.
Outro carácter idêntico é o "Ů" (versão minúscula: ů), muito usado na língua tcheca (na qual o anel é conhecido por "kroužek, onde soa como um "ú" longo). O código unicode deste símbolo é 016E quando maiúsculo e 016F quando minúsculo.
O anel é também usado na língua bolonhesa (do tronco Emiliano-Romagnolo) a fim de distinguir graficamente o som /ɑ/ (å) do som /a/ (a).
Quando os soviéticos forçaram a Lituânia a escrever com o alfabeto cirílico, no século XIX, o anel passou a ser usado sobre o У para indicar o som /wɔ/.

## Anel sob a letra
O anel é usado também pelo Alfabeto Fonético Internacional (AFI) a fim de representar o som semi-mudo [ɹ̩]). Para isto, usam-se os códigos Unicode 1E00 (Ḁ) e 1E01 (ḁ).

## Metade de um anel (!)
No armênio, se usa o anel cortado na metade, como dois diacríticos distintos, ՙ e ՚.

## Usos do anel

### Sueco (Svenska)
Åå oː/ɔ
Å é a vigésima-sétima letra do alfabeto sueco, a seguir ao z e antes do ä. É pronunciada aproximadamente como "ô" em português. 
Não se trata portanto da letra "a" com o diacrítico chamado "anel", mas sim de uma letra independente.
A letra å representa, historicamente, uma versão alongada do fonema /a/, grafado na Idade Média como "aa".
Outras línguas germânicas também a usam, mas como sendo somente um A anelado.
Devido aos diversos metaplasmos que a língua sofreu, na palavra Åtta (oito), o /a/ é mais curto que o normal, não o contrário.

### Dinamarquês (Dansk)enorueguês (Norsk)
Åå ɔ(ː)
Costumavam a usar o å da mesma maneira que o Sueco, mas, em algum ponto da História, começaram a o substituir pelo dígrafo "aa", talvez por ter entrado em contato com a ortografia alemã.
Em 1917 e 1948 (respectivamente, na Noruega e na Dinamarca), a letra å foi reintroduzida, substituindo o "aa" em substantivos comuns. Por exemplo, o nórdico hår hɔːr (cabelo) e o (também) nórdico åtte ɔtːə (oito).
Todavia, muitas palavras nessas línguas passaram a se escrever de duas formas, com "å" e com "aa".
Em ambas as línguas, o å (ou aa) é classificado à parte, após o Z.

### Tcheco (Česky)eLituano (Lietuvių)
Ůů u(ː)
É usada em língua tcheca "letra" Ů, que é classificada à parte após a letra Z na variação tcheca do alfabeto fenício coevo. Representa um som u longo.
O lituano, cuja ortografia é baseada no tcheco, usa para representar um som equivalente ao diptongo yo a letra ů. Actualmente, porém, às vêzes sescreve-se "uo" ao invés de "ů", como em důna (pão), que pode se escrever "duona".

### Walão (Wallon)ePicardo (Picard)
Åå ɒː ou aː ou oː
E̊e̊ ə
O Walão utiliza o anel na sua vogal A segundo a ortografia rifondou Wallon (Walão unificado).
Ela foi introduzida na R.W. pelo Systêma de Transpripção Fonético-Analýltica Feller (em homenagem a seu inventor, Jules Feller) no início do século XX DC para se referir ao som ɒː (algo entre ɑ (como em frágil) e o (como em pôr)).
Rapidamente foi aceita para o Walão de Liège e de diversas outras localidades nas redondesas.
Quando, na década de 1990, houve a necessidade de uma ortografia comum à tôda a Língua Walã se fez sentir, a letra å, já amplamente utilizada (mas com sons diferentes), foi imediatamente aceita. E assim, em palavras como påsse (colar), há a pronúncia pɒːs, a pronúncia paːs e a pronúncia poːs, tôdas correctas.
Às vezes, se é usado um "e anelado" (ə), mas é mais comum o uso de "ë", "ù" ou "eu".
O Picardo, em certas grafias (Lévèque-Braillon ou Feller), utiliza o mêsmo grafema (Å, å) por motivos similares: cåt kɒt, kat ou kot (gato). Também pode-se escrever, porém, "cat".

### Outras línguas
- Em árabe, há um diacrítico de formato similar, o "sukūn";
- Nos alfabetos japoneses (Kana), Hiragana e Katakana), há um símbolo utilizado à direita da letra, o "handakuten", também semelhante.